# Veselka (Hanušovická vrchovina)
Veselka (německy Lustberg) je vrchol v České republice ležící na severozápadním okraji pohoří Hanušovická vrchovina. Severním směrem na ní navazuje masiv Králického Sněžníku.

## Poloha
Veselka se nachází v Hanušovické vrchovině asi 4,5 km severně od nejvyššího vrcholu Jeřábu a 2 km severovýchodně od města Králíky.

## Vodstvo
Východní svah Veselky je odvodňován řekou Moravou, severozápadní Lipkovským potokem a jihozápadní Králickým potokem. Oba zmíněné potoky jsou pravými přítoky Tiché Orlice. Nachází se tedy na hlavním evropském rozvodí Severního a Černého moře.

## Vegetace
Na svazích Veselky se nacházejí pole, louky a malé smíšené lesíky.

## Turistika
Od kraje lesa na severozápadním úpatí Veselky vede od silnice II/312 svépomocně vyznačená přístupová trasa k dělostřelecké pozorovatelně na vrcholu.

## Významné stavby
Na vrcholu Veselky se nachází dělostřelecká pozorovatelna, která byla vybudována v rámci československého opevnění před druhou světovou válkou proti Německu. Pozorovatelna je provozována jako muzeum.